# Stracimir

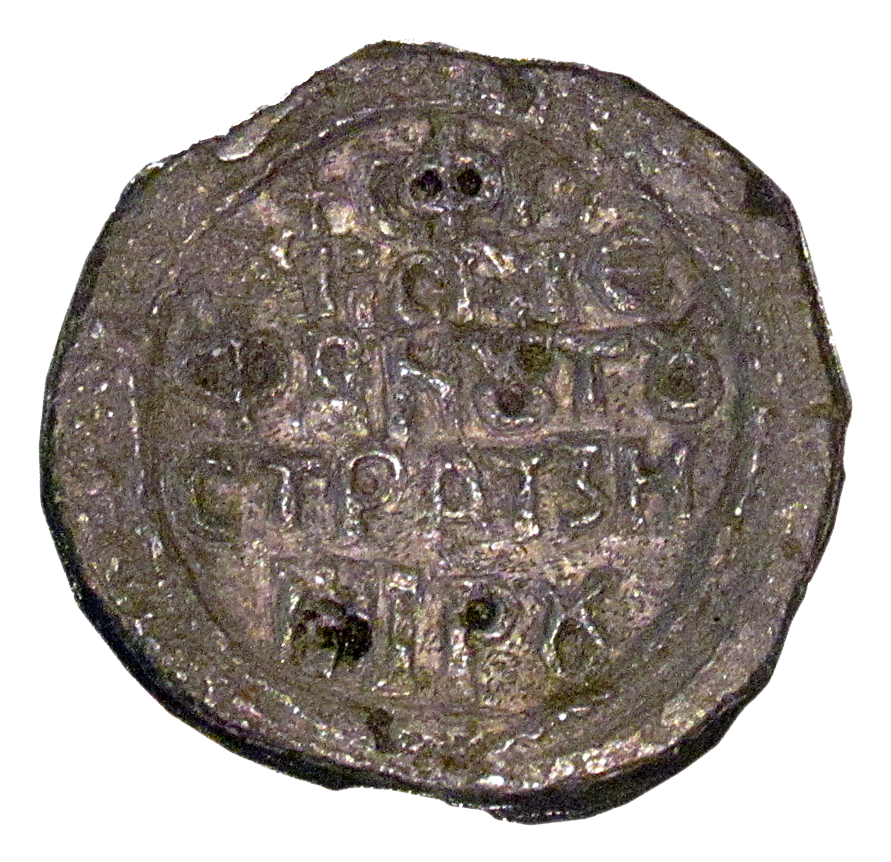
Sceau de Stracimir, 1168-1189

Stracimir, en serbe cyrillique страсимир, fils de Zavida, est le frère de Stefan Nemanja.
C'était un duc serbe avant d'être chassé par Nemanja. Il trouvera ensuite refuge chez l'empereur Manuel Ier Comnène. L'empereur l'aida, lui et ses frères, à former une armée pour récupérer ses terres. Il combattit son frère en septembre 1168 dans le nord du Kosovo, près du village de Pantino. Lorsqu'il vit que la bataille était perdue pour lui, il fit serment de soumission à son frère, Stefan Nemanja.